# Jacques Laposte
Cet article possède un paronyme, voir La Poste.
Jacques Laposte, dit Jacky Laposte, né le 24 mars 1952 à La Trinité en Martinique, est un footballeur français évoluant au poste de milieu de terrain. 
Il a joué l'ensemble de sa carrière professionnelle au Paris Saint-Germain, club dont il connaît les débuts professionnels.

## Biographie
Jacques Laposte commence le football en Martinique à La Gauloise de Trinité dans sa ville natale. Il est un milieu de terrain polyvalent, capable de jouer en tant que milieu défensif ou offensif,.
Jacques Laposte arrive au Paris Saint-Germain en 1972 alors que le club est rétrogradé en troisième division. Il participe ainsi aux débuts professionnels du Paris Saint-Germain et à sa montée jusqu'en première division. Il dispute 177 rencontres sous le maillot parisien, inscrivant 17 buts, et y remporte la coupe de Paris en 1973. Jacques Laposte est également international espoirs puis militaire durant cette période. Il prend sa retraite sportive en 1979 à l'âge de 27 ans,.
À la suite de sa retraite sportive, Jacques Laposte retourne en Martinique et y devient agent hospitalier,.

## Palmarès
Paris Saint-Germain
- Coupe de Paris
  - Vainqueur : 1973.

## Statistiques
| Saison                | Club                  | Championnat           | Championnat | Championnat | Coupe(s) nationale(s) | Coupe(s) nationale(s) | Total | Total |
| Saison                | Club                  | Division              | M.          | B.          | M.                    | B.                    | M.    | B.    |
| 1972 – 1973           | Paris Saint-Germain   | Division 3            | 26          | 2           | 3                     | 0                     | 29    | 2     |
| 1973 – 1974           | Paris Saint-Germain   | Division 2            | 31          | 5           | 9                     | 0                     | 40    | 5     |
| 1974 – 1975           | Paris Saint-Germain   | Division 1            | 26          | 0           | 8                     | 2                     | 34    | 2     |
| 1975 – 1976           | Paris Saint-Germain   | Division 1            | 21          | 4           | 7                     | 1                     | 28    | 5     |
| 1976 – 1977           | Paris Saint-Germain   | Division 1            | 31          | 3           | 5                     | 0                     | 36    | 3     |
| 1977 – 1978           | Paris Saint-Germain   | Division 1            | 0           | 0           | 0                     | 0                     | 0     | 0     |
| 1978 – 1979           | Paris Saint-Germain   | Division 1            | 8           | 0           | 2                     | 0                     | 10    | 0     |
| Total sur la carrière | Total sur la carrière | Total sur la carrière | 143         | 14          | 34                    | 3                     | 177   | 17    |